# Paralephana flavilinea
Paralephana flavilinea är en fjärilsart som beskrevs av George Francis Hampson 1926. Paralephana flavilinea ingår i släktet Paralephana och familjen nattflyn. Inga underarter finns listade i Catalogue of Life.